# کیوسا دی پزیو
کیوسا دی پزیو (به ایتالیایی: Chiusa di Pesio) یک کومونه در ایتالیا است که در استان کونیو واقع شده‌است.

## خصوصیات
کیوسا دی پزیو ۹۴٫۰ کیلومترمربع مساحت و ۳٬۷۹۳ نفر جمعیت دارد و ۵۷۵ متر بالاتر از سطح دریا واقع شده‌است.